# Рашко Узунов
Рашко Николов Узунов е български актьор и режисьор.

## Биография
Роден е в град Пловдив на 2 септември 1941 г. През 1962 – 1967 г. следва и завършва кинорежисура в Държавната Висша Театрална и Филмова Академия в град Лодз – Полша при професорите Йежи Бесак и Кажимеж Карабаш.
През 1969 г. се дипломира със званието „магистър на изкуството“.
През 1967/1968 г. работи като режисьор в Студия за хроникални и документални филми, а от 1969 до 1991 г. като режисьор-постановчик в Студия за игрални филми „Бояна“.
От 1992 г. е режисьор на свободна практика.
През 1967/1968 дебютира в документалното кино. В годините 1973 – 1996 реализира повече от 50 документални, научнопопулярни, рекламни видеофилми и игрални новели като „Мечката“, „Наследство“, „Война в квартала“, „Войната продължава“ и др.
Член на Българската филмова академия, Националната комисия за игрално и документално кино, Сдружението на филмовите и телевизионни режисьори, Съюза на българските филмови дейци.

## Филмография
Като режисьор
- Чертичката – 1972 г.
- Дом в планината – 1973 г.
- Пет лалета – 1974 г.
- Погледни в слънцето – 1975 г.
- Улица, която започва с буква „А“ – 1976 г.
- Талисман – 1977 г.
- Бягай... обичам те – 1978 г.
- Човек не съм убивал – 1982 г.
- Разминаване – 1983 г.
- Между ада и рая – 2003 г.

Като актьор
- „Няма нищо по-хубаво от лошото време“
- „Зелените поля... (комедия)“ (1984)
- „Стъклени топчета“ – 1999 – Ангел, брат на Чико